# Sypniewo (gromada w powiecie wałeckim)
Sypniewo – dawna gromada, czyli najmniejsza jednostka podziału terytorialnego Polskiej Rzeczypospolitej Ludowej w latach 1954–1972.
Gromady, z gromadzkimi radami narodowymi (GRN) jako organami władzy najniższego stopnia na wsi, funkcjonowały od reformy reorganizującej administrację wiejską przeprowadzonej jesienią 1954 do momentu ich zniesienia z dniem 1 stycznia 1973, tym samym wypierając organizację gminną w latach 1954–1972.
Gromadę Sypniewo z siedzibą GRN w Sypniewie utworzono – jako jedną z 8759 gromad na obszarze Polski – w powiecie wałeckim w woj. koszalińskim na mocy uchwały nr 43/54 WRN w Koszalinie z dnia 5 października 1954. W skład jednostki weszły obszary dotychczasowych gromad Sypniewo, Sypniewko i Nadarzyce ze zniesionej gminy Sypniewo w tymże powiecie. Dla gromady ustalono 15 członków gromadzkiej rady narodowej.
31 grudnia 1959 do gromady Sypniewo włączono obszar zniesionej gromady Brzeźnica (bez wsi Budy) w tymże powiecie.
31 grudnia 1971 do gromady Sypniewo włączono wieś Budy ze zniesionej gromady Szwecja w tymże powiecie.
Gromada przetrwała do końca 1972 roku, czyli do kolejnej reformy gminnej. 1 stycznia 1973 w powiecie wałeckim reaktywowano gminę Sypniewo (zniesioną ponownie 1 stycznia 1977).